# ANSA

Logo agencji prasowej ANSA

L’Agenzia Nazionale Stampa Associata (ANSA) – włoska agencja prasowa założona 15 stycznia 1945 roku z siedzibą w Rzymie.

## Dyrektorzy
- 1945–1947 – Edgardo Longoni
- 1947–1949 – Leonardo Azzarita
- 1949–1950 – Gastone Fattori
- 1950–1952 – Cipriano Facchinetti
- 1952–1958 – Angelo Magliano
- 1958–1961 – Vittorino Arcangeli
- 1961–1990 – Sergio Lepri
- 1990–1997 – Bruno Caselli
- 1997–1999 – Giulio Anselmi
- 1999–2006 – Pierluigi Magnaschi
- 2006–2009 – Giampiero Gramaglia
- od 2009 – Luigi Contu

## Tytuły należące do ANSA
| - L'Adige - Alto Adige - Avvenire - Bresciaoggi - Il Centro Quotidiano dell'Abruzzo - Il Corriere Mercantile - Corriere della Sera - Corriere dello Sport - Giornale di Brescia - L'Eco di Bergamo - La Gazzetta dello Sport - La Gazzetta del Mezzogiorno - Gazzetta del Sud - Gazzetta di Mantova - Gazzetta di Parma - Gazzetta di Reggio - Il Gazzettino - Il Giornale - Giornale di Sicilia - Il Giornale di Vicenza - Il Giorno - Libertà - Il Mattino - Il Mattino di Padova | - Il Messaggero - Messaggero Veneto - La Nazione - La Nuova Ferrara - Nuova Gazzetta di Modena - La Nuova Sardegna - La Nuova Venezia - Il Piccolo - La Prealpina - La Provincia - Quotidiano di Cremona e Crema - La Provincia di Como - La Provincia Pavese - Il Resto del Carlino - La Sicilia - Il Secolo XIX - Il Sole-24 Ore - La Stampa - Il Tempo - Il Tirreno - La Tribuna di Treviso - La Repubblica - L'Unione Sarda - L'Unità wydawany do 31 lipca 2014 |